# 28 Weeks Later
28 Weeks Later er en britisk/spansk horror science fiction-film fra 2007, instrueret af Juan Carlos Fresnadillo

## Handling
28 Weeks Later foregår 28 uger senere, efter at Rage Virus brød ud i Storbritannien og gjorde alle, der blev inficerede med den, til zombie-lignende mennesker, der morderisk kastede sig over alt og alle. Efter 28 uger, er alle, som er smittet med Rage Virus døde af sult, og en amerikansk styrke trænger ind i London og erklære den fri for virusen. 
Nu vil man bygge London (Isle of Dogs) op igen, for at dem, der overlevede Rage Virus kan flytte tilbage til deres hjem. 
Men efter kort tid finder man et menneske, der er smittet med virusen, men hun viser ingen symptomer på, at hun er smittet. Så den amerikanske styrke tager hende hen til laboratoriet og finder så ud af, at hun er immun over for Rage Virus. Men hun har muligheden for at smitte andre...

## Medvirkende
- Catherine McCormack som Alice Harris
- Robert Carlyle som Donald Harris
- Jeremy Renner som Sgt. Doyle
- Harold Perrineau som Flynn
- Rose Byrne som Major Scarlet
- Imogen Poots som Tammy Harris
- Mackintosh Muggleton som Andy Harris